# NGC 7301
NGC 7301 (другие обозначения — PGC 69021, ESO 602-23, MCG -3-57-15, VV 372, IRAS22278-1749) — спиральная галактика с перемычкой (SBab) в созвездии Водолей.
Этот объект входит в число перечисленных в оригинальной редакции «Нового общего каталога».